# 121557 Paulmason
121557 Paulmason è un asteroide della fascia principale esterna. Scoperto nel 1999, presenta un'orbita caratterizzata da un semiasse maggiore pari a 3,141048 UA e da un'eccentricità di 0,226306, inclinata di 9,378898° rispetto all'eclittica. Ha un diametro di 6,213 km e un'albedo di 0,043.
Fa parte della famiglia di asteroidi Lixiaohua.
Paul Mason è il capo analista del controllo dell'assetto della NASA per la missione di ritorno del campione di asteroidi OSIRIS-REx. Ha lavorato anche come analista del controllo dell'assetto presso il Solar Dynamics Observatory, LADEE e le missioni SPIRIT, per citarne alcune.